# 蒲生郷安
蒲生 郷安（がもう さとやす、生年不詳 - 慶長5年（1600年）?）は、戦国時代から安土桃山時代にかけての武将。蒲生氏郷に仕えた。通称は四郎兵衛。
熱心なキリスト教の信徒だった。洗礼名はパウロ・モーアンと推測されている。

## 生涯
近江国の出身。はじめ赤佐隼人といい、六角氏に仕えていた。主家の没落後は浪人し、後に蒲生氏郷に仕官した。
天正10年（1582年）、本能寺の変が起こると、氏郷の命を受け、織田信長の一族を保護して日野城に入った。天正15年（1587年）、豊臣秀吉の九州征伐で戦功を挙げ、蒲生姓を許され、氏郷の一字を与えられ、蒲生四郎兵衛郷安と名乗った。『米沢市史』は、実名は盛秀と推測している。
天正18年（1590年）8月、蒲生氏の会津転封に従い、猪苗代城、のち長沼城に配置された。同年10月の葛西大崎一揆では、町野繁仍と共に二番組として出陣した。天正19年（1591年）、九戸政実の乱においても二番手として従軍した。
出羽国置賜郡が蒲生氏の支配下に置かれると米沢城城主となった。このとき、出身の近江国志賀郡松ヶ崎にちなみ、米沢城を松ヶ崎城と改称している。
郷安は「筋目ある者」（法制に詳しい者）として評価されており、氏郷から領内を統括する仕置奉行を命じられ、若松にいることが多かった。
天正19年（1591年）には蒲生家家中最高の7万石を知行した。文禄4年（1595年）、氏郷死去。後を継いだ秀行の代に郷安の専横ぶりに不満のあった同僚の蒲生郷可、蒲生郷成らと対立した。
慶長2年（1597年）、秀行に付けていた亘理（綿利）八右衛門の奢侈の振る舞いを聞き、これを殺害した。これを、郷成・郷可らが豊臣秀吉に訴えた結果、蒲生家を追放され、加藤清正の預かりとなった（蒲生騒動）。はじめ徳川家康の取り成しで石田三成の預かりになるはずであったが、秀行に疎まれたために加藤清正の預かりとなったといわれる。また郷安はキリシタンであり、そのことでのちに小西行長の預かりとなった。
慶長5年（1600年）、関ヶ原の戦いでは、石田三成に属し、戦死した。